# Vittorio De Falco
Vittorio De Falco (* 5. Mai 1969) ist ein italienischer Poolbillardspieler.

## Karriere
Im März 2007 erreichte Vittorio De Falco bei der Europameisterschaft das Viertelfinale im 9-Ball, verlor jedoch gegen den Polen Radosław Babica. Im November desselben Jahres schied er in der Vorrunde der 9-Ball-Weltmeisterschaft aus. Bei der EM 2008 kam De Falco im 8-Ball und im 9-Ball auf den 33. Platz, 2009 lediglich im 9-Ball. 2009 nahm er zudem erstmals an der Senioren-Europameisterschaft teil. Dort gewann er Bronze im 9-Ball und erreichte den fünften Platz im 8-Ball.
Bei der Herren-EM 2010 belegte De Falco im 9-Ball sowie im 14/1 endlos den 33. Platz. Im Juni 2010 gelang ihm bei den German Open erstmals der Einzug in die Finalrunde eines Euro-Tour-Turniers. Im Sechzehntelfinale unterlag er jedoch dem Portugiesen Jorge Tinoco. Bei der Europameisterschaft 2011 kam De Falco nicht über den 65. Platz im 9-Ball hinaus.
2010 war De Falco Teil der italienischen Nationalmannschaft, die bei der Team-WM in der Vorrunde ausschied.